# Mondolfo
Mondolfo est une commune italienne de la province de Pesaro et Urbino dans la région Marches en Italie.

## Administration
| Période                                  | Période | Identité | Étiquette | Qualité |
| ---------------------------------------- | ------- | -------- | --------- | ------- |
|                                          |         |          |           |         |
| Les données manquantes sont à compléter. |         |          |           |         |

### Hameaux
Marotta, Ponterio, Centocroci

### Communes limitrophes
Fano (Italie), San Costanzo, Senigallia, Trecastelli